# Oskulden från Mölle
Oskulden från Mölle är en tysk fars av Franz Arnold och Ernst Bach. Originaltiteln är Der Keusche Lebemann. Denna finns också som operett med titeln Frauen haben das gern.
Nils Poppe och Arne Wahlberg bearbetade det tyska originalet till Oskulden från Mölle och spelade farsen på Fredriksdalsteatern i Helsingborg 1976.
Pjäsen handlar om en grå och åldrad ungkarl som plötsligt blir alla kvinnors drömprins när det börjar cirkulera rykten om att han i sin ungdom haft ett förhållande med en berömd filmstjärna. 
Nils Poppe spelade pjäsen ännu en gång 1988, men då under namnet AB Dun och Bolster.
När Eva Rydberg efterträdde Nils Poppe på Fredriksdalsteatern lät hon bearbeta pjäsen ännu en gång och satte sig själv i huvudrollen, den manliga oskulden blev en kvinna och pjäsen bytte namn till Arnbergs korsettfabrik.
Sommaren 2008 spelades farsen i Kalmar under titeln Lånta Fjädrar med bl.a. Peter Dalle, Suzanne Reuter, Robert Gustafsson och Ewa Roos.